# Gesse des montagnes
Lathyrus montanus · Gesse aux tiges renflées, Orobe
Variété
Classification phylogénétique
La Gesse des montagnes (Lathyrus linifolius var. montanus (Bernh.) Bässler) est une variété de Gesse à feuilles de lin (Lathyrus linifolius), une plante herbacée vivace de la famille des Fabaceae (de la sous-famille des Faboideae selon la classification phylogénétique), que les taxonomistes ont parfois considérée comme formant une espèce à part entière : Lathyrus montanus.

## Dénominations
- Nom scientifique
- valide : Lathyrus linifolius var. montanus (Bernh.) Bässler, 1971[3],[1]
- Synonymes :
  - Lathyrus montanus Bernh.[3]
  - Lathyrus macrorrhizus Wimm.
  - Orobus tuberosus L.
- Nom normalisé, recommandé ou typique : Gesse des montagnes[1],[4]
- autres noms vulgaires (vulgarisation scientifique) ou noms vernaculaires (langage courant): Gesse aux tiges renflées, Orobe[5].

## Description
Taille de 15 à 40 cm de haut. Tige ailée. Feuilles pennées, composées en nombre pair (2 à 8 folioles) glauques en dessous. Pétiole ailé. Fleurs rouge-violacé puis bleuâtres, disposées par 2 à 6 en grappes plus grandes que les feuilles. Gousses noires à maturité de 3 à 4 cm.

## Biologie
Hémicryptophyte. Préfère les sols siliceux. Floraison d'avril à juin.

## Répartition
Eurasiatique. Jusqu'à 2 150 mètres d'altitude dans les Alpes. De l'étage collinéen à l'étage alpin. Rare dans le nord de la France et la région méditerranéenne.

## Habitat
Forêts, clairières, landes, pelouses et prairies.